# Afsnit P
Afsnit P var et dansk nettidsskrift og virtuelt udstillingsrum for grænseområdet mellem litteratur og billedkunst, der var aktivt 1999-2009. Afsnit P redigeredes af C.Y. Frostholm og Karen Wagner, der startede det sammen med Charlotte Hansen. I redaktionen har desuden siddet Andreas Brøgger, Martin Deichmann og Peter Kirkhoff Eriksen. Afsnit Ps oprindelige site blev taget endegyldigt ned i 2025. 
Afsnit P stod bl.a. bag projekter som Hvad er visuel poesi? (2000), ON OFF – net art online and in print (2000), Afsnit Ps nye Parlør (2001), konkretpoesi.se – svensk konkret poesi i 1960'erne (2005) og Ord i øjet – ny nordisk visuel poesi (2006-2008). Det har præsenteret netudstillinger med og om danske forfattere og kunstnere som Tom Kristensen, Robert Corydon, Jørgen Sonne, Simon Grotrian, Morten Søndergaard, Mette Moestrup, Hans Sydow, Jasper Sebastian Stürup, Kristofer Hultenberg, samt norske Ottar Ormstad og Monica Aasprong, svenske Johannes Heldén og Oskar Ponnert, finlandssvenske Cia Rinne, amerikanske Lewis Koch, franske Franck Mouteault og britiske David Bellingham.
Versioner af sitet kan endnu opleves hos The Internet Archive.
Netprojektet var en opfølger af poesiboghandlen og galleriet af samme navn i Nansensgade i København 1994-98.
Afsnit P blev i 2005 udnævnt til Årets Kulturtidsskrift og modtog Sven Dalsgaard-legatet (2004) og kunstbibliotekarernes pris Den blå Abe (2003).

## Ekstern henvisning
- Afsnit P's hjemmeside
- Arkiv over Afsnit P-projekter

| Internet | Spire Denne internet-relaterede artikel er en spire som bør udbygges. Du er velkommen til at hjælpe Wikipedia ved at udvide den. |